# Cojanu
Cojanu – wieś w Rumunii, w okręgu Buzău, w gminie Berca. W 2011 roku liczyła 126 mieszkańców.